# Amanu
Amanu également appelé Timanu ou Karere est un atoll situé dans l'archipel des Tuamotu en Polynésie française. Il est administrativement rattaché à la commune de Hao dont l'île principale Hao est située à 19 km au nord.

## Géographie

### Situation
Amanu est situé à 19 km au nord de Hao, l'île la plus proche et à 875 km à l'est de Tahiti. C'est un atoll de forme ovale de 32 km de longueur et 10 km de largeur maximales pour une surface de terres émergées de 9,6 km2. Son lagon fait 240 km2 et est accessible par une double passe située à l'ouest de l'atoll.

### Géologie
D'un point de vue géologique, l'atoll est l'excroissance corallienne (de 115 mètres) du sommet d'un mont volcanique sous-marin homonyme, qui mesure 3 360 mètres depuis le plancher océanique, formé il y a 43,7 à 45,9 millions d'années.

### Évolution démographique
En 2017, la population totale d'Amanu est de 174 personnes,, regroupées principalement dans le village de Ikitake situé à l'ouest près de la passe sud ; son évolution est la suivante :
| 126                                                     | 157 | 209 | 166 | 163 | 195 | 174 |
| Sources ISPF et Gouvernement de la Polynésie française. |     |     |     |     |     |     |

## Histoire

### Peuplement polynésien et découverte par les Européens
L'atoll aurait été possiblement l'un des premiers de Polynésie à avoir été découvert par les Européens (après Puka Puka potentiellement approché par Magellan en janvier 1521). Des canons du XVIe siècle appartenant vraisemblablement au navire San Lesmes de l'expédition de Juan Sebastian Elcano et García Jofre de Loaísa, disparu en 1526, ont en effet été retrouvés sur le tombant de son récif en 1921 et remontés en 1969. Toutefois, le premier Européen à faire mention de l'atoll serait le navigateur portugais Pedro Fernandes de Queirós qui l'aurait abordé le 12 février 1606, sans que cela soit totalement attesté. De manière certaine, Amanu est visité le 1er novembre 1774 par le navigateur espagnol José de Andía y Varela qui le nomme Las Animas. Il est accosté par l'explorateur russe Fabian Gottlieb von Bellingshausen le 8 juillet 1820 qui le nomme Moller (атолл Моллера),, puis le 26 avril 1823 par le Français Louis Isidore Duperrey, à bord de La Coquille, qui le nomme Freycinet,. C'est enfin le navigateur britannique Frederick William Beechey qui le visite le 21 février 1826.

### Période moderne
Au XIXe siècle, Amanu devient un territoire français peuplé alors de près de cent habitants autochtones vers 1850.
Lors de l'éclipse solaire totale du 11 juillet 2010, l'atoll était l'un des lieux terrestres où la magnitude (1,054) et la durée (4 min 11 s) de l'éclipse étaient les plus importantes au monde.

## Économie
Amanu présente la particularité, relativement rare dans les Tuamotu, de posséder un petit port artificiel protégé à l'intérieur de son lagon à Ikitake. Cependant, en dehors de la pêche de subsistance Amanu ne pratique pas d'exploitation aquacole ou perlicole de l'atoll ou de ses environs.